# Masjed Soleyman
Masjed Soleyman este un oraș din Iran.